# ميكي ماغواير (لاعب كرة قاعدة)
ميكي ماغواير (بالإنجليزية: Mickey McGuire)‏ هو لاعب كرة قاعدة أمريكي، ولد في 18 يناير 1941 في دايتون في الولايات المتحدة.

## وصلات خارجية
- ميكي ماغواير على موقع دوري كرة القاعدة الرئيسي (الإنجليزية)
- ميكي ماغواير على موقع الدوري الياباني لكرة القاعدة (الإنجليزية)
- ميكي ماغواير على موقعبيزبول رفرنس.كوم (الدوري الرئيسي) (الإنجليزية)
- ميكي ماغواير على موقعبيزبول رفرنس.كوم (الدوري الثانوي) (الإنجليزية)
- ميكي ماغواير على موقع إي إس بي إن.كوم (أم.أل.بي) (الإنجليزية)
- ميكي ماغواير على موقع مشجعي الرسوم البيانية (الإنجليزية)